# Фернанда Монтенегро
Арлет Пињеиро Естевес Торес (порт. Arlette Pinheiro Esteves Torres; 16. октобар 1929, Рио де Женеиро), познатија као Фернанда Монтенегро, је бразилска глумица.
Многи је сматрају највећом бразилском глумицом свих времена, а често је називају великом дамом бразилског позоришта, биоскопа и сценских уметности. За свој рад у филму Централна станица (1998), постала је прва Бразилка и прва Латиноамериканка која је номинована за Оскара за најбољу глумицу, као и прва глумица номинована за Оскара за наступ у филму на португалском језику. Њена ћерка, Фернанда Торес, је такође номинована 2025. године. Поред тога, за свој наступ у Слатка мајка (2014), постала је прва Бразилка која је освојила Еми награду за најбољу глумицу.
Међу разним националним и међународним наградама које је добила у каријери дугој више од шездесет година, она је 1999. године награђена највишим цивилним признањем своје земље, Националним орденом за заслуге, „у знак признања за њен изузетан рад у бразилској сценској уметности“, који јој је уручио тадашњи председник Фернандо Енрике Кардозо. Поред тога што је пет пута награђена Молијеровом наградом, Фернанда Монтенегро је троструки добитник награде гувернера државе Сао Пауло. Такође је освојила Сребрног медведа за најбољу глумицу на 48. Међународном филмском фестивалу у Берлину 1998. за улогу „Доре“ у филму Централна станица Валтера Салиса, улогу која јој је донела номинације за Оскара за најбољу глумицу и награду Златни глобус за најбољу глумицу у филму – драма, 1999. године. На телевизији је била прва глумица коју је ангажовао ТВ Тупи, 1951. године, где је глумила у телепозоришним представама под режијом Фернанда Тореса, Серђа Брита и Флавија Ранђела. У теленовелама је дебитовала 1954. године са А Мураља на Рекорд ТВ-у, где се појавила и у другим продукцијама. Радила је на већини главних бразилских емитера, као што су Band, TV Cultura, RecordTV и TV Globo (где је остала од 1981), поред угашених TV Excelsior, TV Rio и TV Tupi.
Године 2014. проглашена је за 15. најутицајнију славну личност у Бразилу од стране магазина Форбс. Током церемоније отварања Летњих олимпијских игара 2016, Фернанда је прочитала песму „A Flor e a Náusea“ Карлоса Драмонда де Андрадеа, коју је на енглески синхронизовала Џуди Денч.
Дана 4. новембра 2021. изабрана је да заузме катедру број 17 Бразилске књижевне академије, а наследила је Афонса Ариноса де Мело Франка.
У новембру 2024. године ушла је у Гинисову књигу рекорда за постизање највеће публике на предавању из филозофије, са преко 15.000 људи који су присуствовали догађају 18. августа 2024. у парку Ибирапуера, где је Монтенегро читала La Cérémonie des Adieux Симон де Бовоар.